# Тао Лі
Тао Лі (10 січня 1990) — сінгапурська плавчиня.
Учасниця Олімпійських Ігор 2008, 2012 років.